# Mutriku
Mutriku is een gemeente in de Spaanse provincie Gipuzkoa in de regio Baskenland met een oppervlakte van 28 km². Mutriku telt 5.329 inwoners (1 januari 2016). In deze stad worden in de zomer ook de feesten van de heilige Maria Magdalena gehouden.

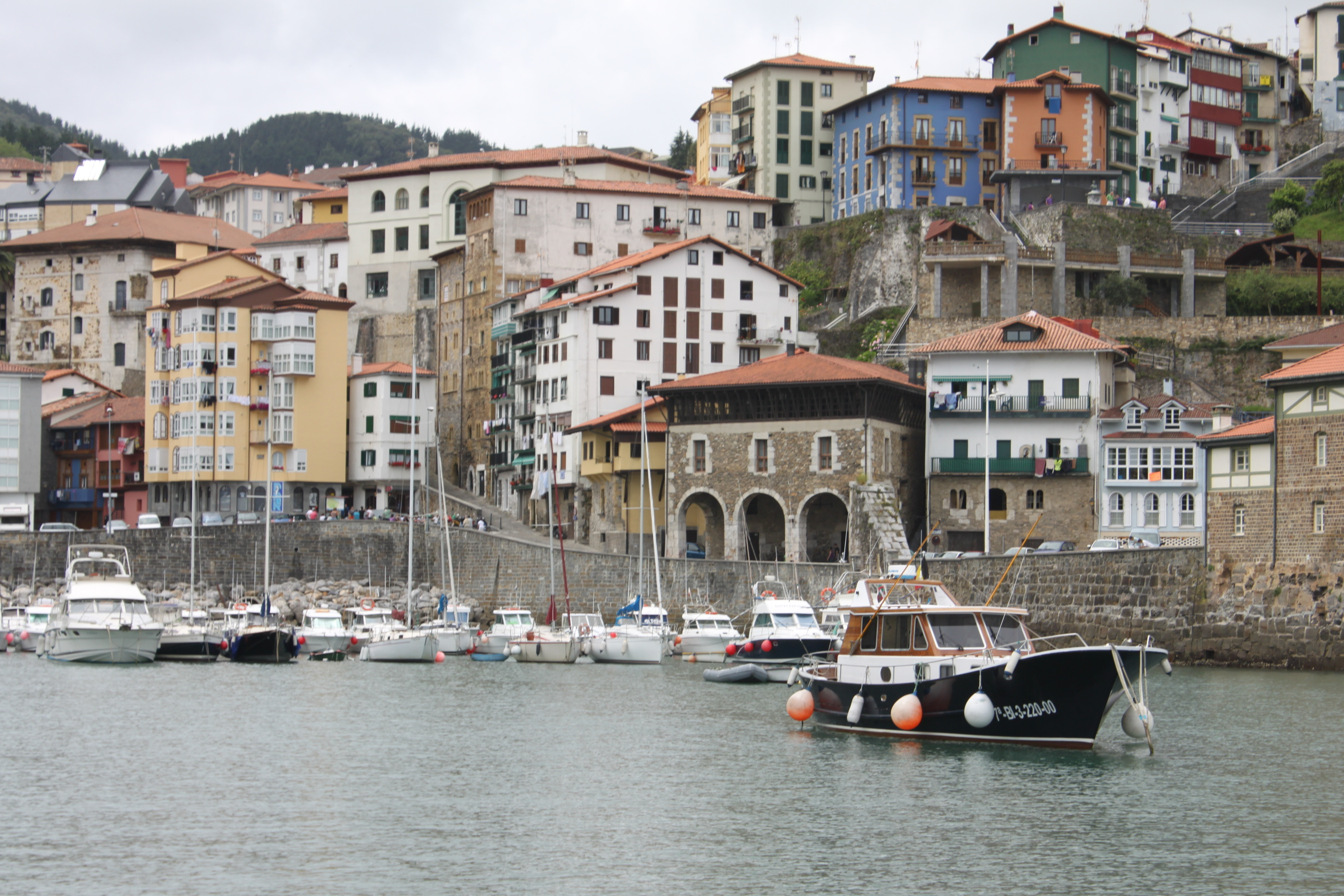
Zicht op Mutriku vanaf de Golf van Biskaje

## Demografische ontwikkeling
Bron: INE, 1857-2011: volkstellingen